# 山头街道
山头街道，是中华人民共和国山東省淄博市博山区下辖的一个乡镇级行政单位。

## 行政区划
山头街道下辖以下地区：
新博社区、新生社区、西岭社区、河北西社区、河南东社区、河北东社区、河北北社区、万松山社区、东坡社区、河北南社区、秋谷岭社区、北坡社区、西头园社区、建中社区、窑广社区、北神头文姜社区、南神头社区、秋谷社区、冯八峪社区、两平社区、竹林社区、土门头社区、河南西社区、大观园社区、泰峰社区、颜山泵业社区、河北西社区、河南东社区、河北东社区、东坡社区、窑广社区、北神头社区、南神头社区、河南西社区、白杨河村、尖西村、尖南村、尖北村、水峪村、乐疃村、樵岭前村和马公祠村。